# Hans Geiger
Pour les articles homonymes, voir Geiger.
Hans Geiger, né le 30 septembre 1882 à Neustadt an der Weinstraße et mort le 24 septembre 1945 à Potsdam, est un physicien allemand qui a inventé avec Walther Müller le compteur Geiger en 1928, compteur dont il imagine le principe dès 1913. La Royal Society lui décerne la Médaille Hughes en 1928. Il est le fils de l'orientaliste Wilhelm Geiger (1858-1943).

## Biographie
Geiger étudie la physique et les mathématiques à l’université d'Erlangen, où il obtient son doctorat en 1906. À partir de 1907, il travaille comme assistant d'Ernest Rutherford à l'Université de Manchester, où il découvre avec John Mitchell Nuttall (en) la loi de Geiger-Nuttal (en), qui donne le taux de désintégration en fonction du temps, et effectue des expériences qui conduisent Rutherford à son modèle atomique, notamment l’expérience dite de Rutherford qu'il mène avec Ernest Marsden. 
En 1908, il donne la preuve de la nature statistique des désintégrations radioactives. Cette même année à Manchester, il détermine la nature des rayons alpha et met au point la première version de son détecteur de particules alpha.
En 1912, il travaille à la Physikalisch-Technische Reichsanstalt de Berlin, le service allemand de métrologie, où il met en place un laboratoire d'étude de la radioactivité. C'est là qu'il commence en 1913 à développer un compteur, aidé par James Chadwick ; mais ses recherches sont interrompues jusqu'en 1919 par la Première Guerre mondiale. 
Il est nommé professeur à l'université de Berlin en 1924 à la suite de ses études sur la mesure des rayonnements alpha. 
Il quitte Berlin pour Kiel en 1925. C'est là qu'il développe en juillet 1928 le compteur Geiger avec un étudiant de doctorat, Walther Müller. Il est nommé à Tübingen en 1929, puis de nouveau à Berlin à partir de 1936 où il est directeur de l'institut de physique. Il est fait membre de l'Académie de Berlin en novembre 1936.
Il était également membre de l’Uranverein (Projet Uranium ou Uranprojekt) sous le Troisième Reich, constitué de physiciens allemands qui essayèrent sans succès de développer une bombe atomique durant la Seconde Guerre mondiale.
Certaines sources avancent que sa loyauté envers le parti national-socialiste l'aurait conduit à dénoncer ses collègues juifs qui l'avaient précédemment aidé dans ses recherches. Il est établi qu'il refusa son aide à Hans Bethe lorsque celui-ci perdit son emploi à l'Université de Tübingen quand les nazis arrivèrent au pouvoir en 1933 (sa mère était juive).
Hans Geiger a enduré la Bataille de Berlin au printemps 1945 et en conséquence l'occupation soviétique qui s'est ensuivie. Deux mois plus tard, il a déménagé à Potsdam, y mourant le 24 septembre 1945, peu après les bombardements atomiques d'Hiroshima et de Nagasaki des 6 et 9 août 1945, au Japon.